# B2 First
B2 First (раніше відомий як Lower Certificate in English (LCE), First Certificate in English (FCE), Cambridge English: First) — екзамен з англійської мови, що розробляється та проводиться Cambridge Assessment English, частиною UCLES — екзаменаційного відділу Кембриджського університету. Відповідає рівневі B2 шкали CEFR.
Термін дії сертифіката B2 First не обмежений.

## Історія
Уперше B2 First було запропоновано 1939 року під назвою Lower Certificate in English. З тих пір він багаторазово змінювався. Останній перегляд структури відбувся 2015 року.

## Формат екзамену
Екзамен складається з чотирьох частин: 
- Reading and Use of English — читання і мовна практика (граматика та словниковий запас);
- Writing — письмо;
- Listening — аудіювання;
- Speaking — розмовна мова.

Загальний час проведення екзамену — близько 3,5 год. Іспит може проходити до двох днів. У такому разі в один із днів здаються аудіювання, письмо, читання і мовна практика, а в інший — розмовна мова.

### Reading and Use of English
Поділяється на 7 частин і 52 завдання. Частини 1, 5, 6 і 7 відносяться до Reading, а 2, 3 і 4 — до Use of English.
Відведений час — 1 год 15 хв.

### Writing
Складається з двох частин. У першій потрібно написати есе, в іншій — одне завдання з трьох на вибір. У кожній частині обсяг написаного тексту має бути в межах 140—190 слів.
Друга частина може містити: 
- Офіційний лист або email — a formal letter or email;
- Неофіційний лист або email — an informal letter or email;
- Статтю — an article;
- Відгук — a review;
- Звіт — a report.

Відведений час — 1 год 20 хв.

### Listening
Поділяється на 4 частини та 30 завдань.
Відведений час — близько 40 хв.

### Speaking
Складається з чотирьох завдань, які виконуються парою кандидатів.
Відведений час — близько 15 хв.

## Оцінювання
Кінцева оцінка обчислюється шляхом усереднення балів із п'яти навиків (Reading, Use of English, Writing, Listening, Speaking). Кожен навик складає до 20 % від кінцевої оцінки. Кандидати, які склали екзамен із результатом 180 балів і вище, отримують сертифікат рівня C1. Від 160 до 179 балів — сертифікат рівня B2. Ті, хто продемонстрували свої знання нижче рівня B2, але набрали від 140 до 159 балів, отримують сертифікат рівня B1. Кандидати, які набрали менше 140 балів, сертифікат не отримують.
| Grade         | Cambridge English Scale Score (140—190) | CEFR Level |
| ------------- | --------------------------------------- | ---------- |
| A             | 180—190                                 | C1         |
| B             | 173—179                                 | B2         |
| C             | 160—172                                 | B2         |
| CEFR Level B1 | 140—159                                 | B1         |

### Reading
Секція Reading складається з завдань 1, 5, 6 і 7 частини Reading and Use of English. Правильні відповіді в завданнях 1 і 7 оцінюються в 1 бал кожна. Правильні відповіді в завданнях 5 і 6 оцінюються в 2 бали кожна. Всього — 42 можливі бали в секції Reading.
| Бали (0—42) | Cambridge English Scale score | CEFR Level |
| ----------- | ----------------------------- | ---------- |
| 37          | 180                           | C1         |
| 24          | 160                           | B2         |
| 16          | 140                           | B1         |
| 10          | 122                           | —          |

### Use of English
Секція Use of English складається з завдань 2, 3 і 4 частини Reading and Use of English. Правильні відповіді в завданнях 2 і 3 оцінюються в 1 бал кожна. Правильні відповіді в завданні 4 оцінюються до 2 балів кожна. Всього — 28 можливих балів у секції Use of English.
| Бали (0—28) | Cambridge English Scale score | CEFR Level |
| ----------- | ----------------------------- | ---------- |
| 24          | 180                           | C1         |
| 18          | 160                           | B2         |
| 11          | 140                           | B1         |
| 7           | 122                           | —          |

### Writing
Частина Writing складається з двох завдань. Кожне завдання оцінюється за чотирма критеріями: Content, Communicative Achievement, Organisation, Language. За кожен можна отримати від 0 до 5 балів, тобто одна частина оцінюється максимум у 20 балів. Усього — 40 можливих балів у частині Writing.
| Бали (0—40) | Cambridge English Scale score | CEFR Level |
| ----------- | ----------------------------- | ---------- |
| 34          | 180                           | C1         |
| 24          | 160                           | B2         |
| 16          | 140                           | B1         |
| 10          | 122                           | —          |

### Listening
Кожна правильна відповідь у частині Listening оцінюється в один бал. Усього — 30 можливих балів у частині Listening.
| Бали (0—30) | Cambridge English Scale score | CEFR Level |
| ----------- | ----------------------------- | ---------- |
| 27          | 180                           | C1         |
| 18          | 160                           | B2         |
| 12          | 140                           | B1         |
| 8           | 122                           | —          |

### Speaking
Частину Speaking здають у парі з іншим кандидатом, і вона складається з 4 завдань. Приймають цю частину двоє екзаменаторів: the Assessor (помічник, який не бере участі в діалозі) та the Interlocutor (екзаменатор, який ставить запитання).
The Assessor оцінює кандидата за чотирма критеріями: Grammar and Vocabulary, Discourse Management, Pronunciation, Interactive Communication. За кожний можна отримати від 0 до 5 балів, що потім множаться на 2 (у результаті — до 40 балів за 4 критерії). The Interlocutor виставляє кандидатові оцінку від 0 до 5 балів за Global Achievement, яка потім множиться на 4 (до 20 балів). Усього — 60 можливих балів у частині Speaking.
| Бали (0—60) | Cambridge English Scale score | CEFR Level |
| ----------- | ----------------------------- | ---------- |
| 54          | 180                           | C1         |
| 36          | 160                           | B2         |
| 24          | 140                           | B1         |
| 14          | 122                           | —          |

## Інші екзамени
B2 First — один із ряду екзаменів, відомих як Кембриджські.
Існує п'ятирівнева система екзаменів:
1. A2 Key;
2. B1 Preliminary;
3. B2 First;
4. C1 Advanced;
5. C2 Proficiency.